# Antonín Štochl

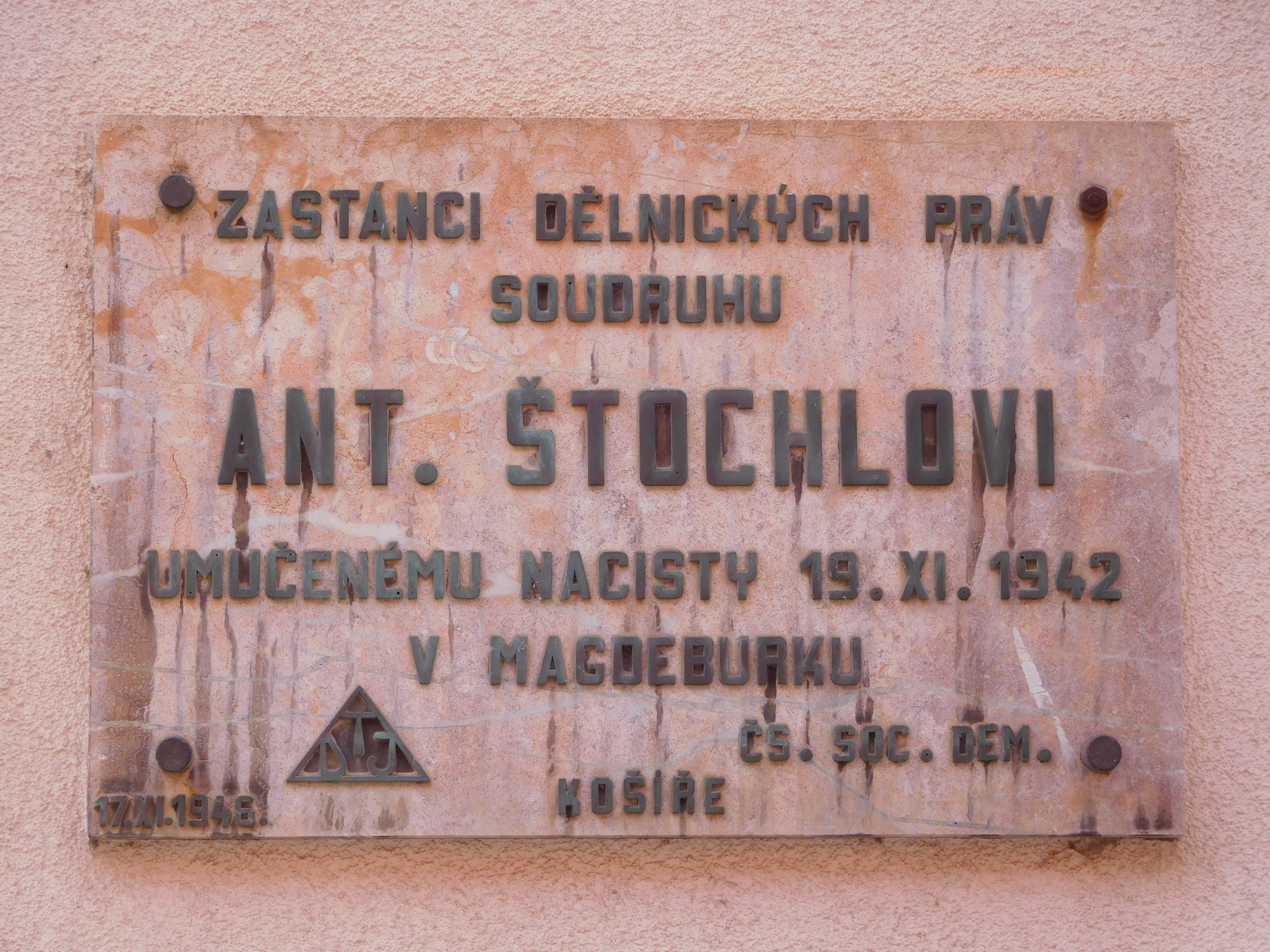
Pamětní deska v ul. Slávy Horníka, Praha - Košíře

Antonín Štochl (7. června 1885 Košíře – 19. listopadu 1942 Magdeburg) byl český sociálně-demokratický politik, starosta a později místostarosta Prahy 17 (Řepy) a starosta Dělnické tělovýchovné jednoty v Košířích. Byl také editorem sborníku dělnických písní.
Dne 12. června 1910 se oženil s Anastazií Benákovou, s níž měl sny Miroslava a Jaroslava.
Byl zatčen gestapem a zemřel na následky mučení ve věznici v německém Magdeburgu. V pražské ulici Slávy Horníka má pamětní desku.